# 생방송 토요일 아침입니다
생방송 토요일 아침입니다는 KBS 1라디오에서 매주 토요일에 방송했던 주말 시사 프로그램이다.

## 역사
2004년 10월 23일 《생방송 토요일 1부》로 방송을 시작해, 2008년 11월 22일부터 《생방송 토요일 김재홍입니다》로 제목을 변경했다가, 2009년 5월 2일부터 "생방송 토요일 아침입니다"로 제목을 변경하여 방송했으나, 2019년 KBS 라디오 가을 개편에 의해 "생방송 일요일 아침입니다"와 통합하여 《라디오 매거진 위크 앤드》로 타이틀을 변경하면서, 2019년 9월 14일 방송을 마지막으로 15년만에 폐지되었다.

## 역대 방송시간
| 방송 채널   | 방송 기간                           | 방송 시간                          | 제목                       |
| ----------- | ----------------------------------- | ---------------------------------- | -------------------------- |
| KBS 1라디오 | 2004년 10월 23일 ~ 2005년 10월 22일 | 매주 토요일 아침 8:35 ~ 오전 10:58 | 생방송 토요일 1부          |
| KBS 1라디오 | 2005년 10월 29일 ~ 2008년 11월 15일 | 매주 토요일 아침 6:25 ~ 아침 9:58  | 생방송 토요일 1부          |
| KBS 1라디오 | 2008년 11월 22일 ~ 2009년 4월 25일  | 매주 토요일 아침 6:25 ~ 아침 9:58  | 생방송 토요일 김재홍입니다 |
| KBS 1라디오 | 2009년 5월 2일 ~ 2010년 5월 8일     | 매주 토요일 아침 6:25 ~ 아침 9:58  | 생방송 토요일 아침입니다   |
| KBS 1라디오 | 2011년 2월 12일 ~ 2017년 11월 18일  | 매주 토요일 아침 6:25 ~ 아침 9:58  | 생방송 토요일 아침입니다   |
| KBS 1라디오 | 2018년 2월 10일 ~ 2019년 9월 14일   | 매주 토요일 아침 6:25 ~ 아침 9:58  | 생방송 토요일 아침입니다   |
| KBS 1라디오 | 2010년 5월 15일 ~ 2011년 2월 5일    | 매주 토요일 아침 6:05 ~ 아침 9:58  | 생방송 토요일 아침입니다   |
| KBS 1라디오 | 2017년 11월 25일 ~ 2018년 2월 3일   | 매주 토요일 아침 6:05 ~ 아침 9:58  | 생방송 토요일 아침입니다   |

## 역대 진행자

### 생방송 토요일 1부
- 2004년 10월 23일 ~ 2005년 4월 30일 : 이영호 아나운서
- 2005년 5월 7일 ~ 2006년 4월 22일 : 이상호 아나운서
- 2006년 4월 29일 ~ 2008년 11월 15일 : 김재홍 아나운서

### 생방송 토요일 김재홍입니다
- 2008년 11월 22일 ~ 2009년 4월 25일 : 김재홍 아나운서

### 생방송 토요일 아침입니다
- 2009년 5월 2일 ~ 2009년 10월 24일 : 김재홍 아나운서
- 2009년 10월 31일 ~ 2010년 12월 25일 : 김승휘 아나운서
- 2011년 1월 1일 ~ 2011년 11월 5일 : 도경완 前 아나운서
- 2011년 11월 12일 ~ 2012년 11월 3일 : 김기만 아나운서
- 2012년 11월 10일 ~ 2013년 10월 26일 : 장수연 아나운서
- 2013년 11월 2일 ~ 2015년 3월 14일 : 정지원 아나운서
- 2015년 3월 21일 ~ 2017년 2월 25일 : 故 이성민 아나운서
- 2017년 3월 4일 ~ 2018년 9월 29일 : 김선근 前 아나운서
- 2018년 10월 6일 ~ 2019년 4월 6일 : 오유경 前 아나운서
- 2019년 4월 13일 ~ 2019년 9월 14일 : 이재홍 前 아나운서